# Henrik af Kalden
Henrik af Kalden (tysk: Heinrich von Kalden; ca. 1175 – efter 1214) var en middelalderlig ministerialis, der tjente de tyske konger Henrik 6., Filip, Otto 4. og Frederik 2.
| Biografi | Spire Denne biografi er en spire som bør udbygges. Du er velkommen til at hjælpe Wikipedia ved at udvide den. |